# Jules De Neumostier
 (décembre 2017).
Si vous disposez d'ouvrages ou d'articles de référence ou si vous connaissez des sites web de qualité traitant du thème abordé ici, merci de compléter l'article en donnant les références utiles à sa vérifiabilité et en les liant à la section « Notes et références ».
Jules De Neumostier, né en 1905 à Engis et mort en 1989 à Liège, est un acteur belge.

## Biographie
Jules De Neumostier a été interprète, speaker, humoriste et animateur radio[réf. nécessaire]. Durant la Seconde Guerre mondiale[évasif] il devient chanteur et enregistre un 78 tours, Mon ukulele.

## Filmographie

### Cinéma
- 1938 : Bossemans et Coppenolle / Monsieur Bossemans de Gaston Schoukens : le chanteur de rue
- 1945 : Baraque n° 1 / Barak 1 d'Émile-Georges De Meyst
- 1946 : Thanasse et Casimir / Les Deux inséparables de René Picolo : Thanasse
- 1950 : Ah ! Qu'il fait bon chez nous / Ah ! t'Is zo fijn in België te leven de Jacques Loar et Émile-Georges De Meyst : Jules